# Association américaine de psychiatrie
Ne doit pas être confondu avec Association américaine de psychologie.
Pour les articles homonymes, voir APA et AAP.
L'Association américaine de psychiatrie, AAP, (anglais : American Psychiatric Association, sigle : APA) est une société savante et professionnelle américaine de psychiatrie.

## Objets
L'Association américaine de psychiatrie est la plus grande association de psychiatres américaine, elle compte environ de 38 000 membres en 2022. Ses membres sont spécialisés en diagnostics, traitements, préventions et recherches des maladies mentales causées par de différents facteurs.
L'association édite plusieurs revues et ouvrages multimédias incluant les domaines de la psychiatrie, la santé mentale et des sciences comportementales. Elle offre des informations mises à jour, adoptées et approuvées pour aider les psychiatres, autres professionnels de la santé, étudiants en médecine et le public en général.

## DSM

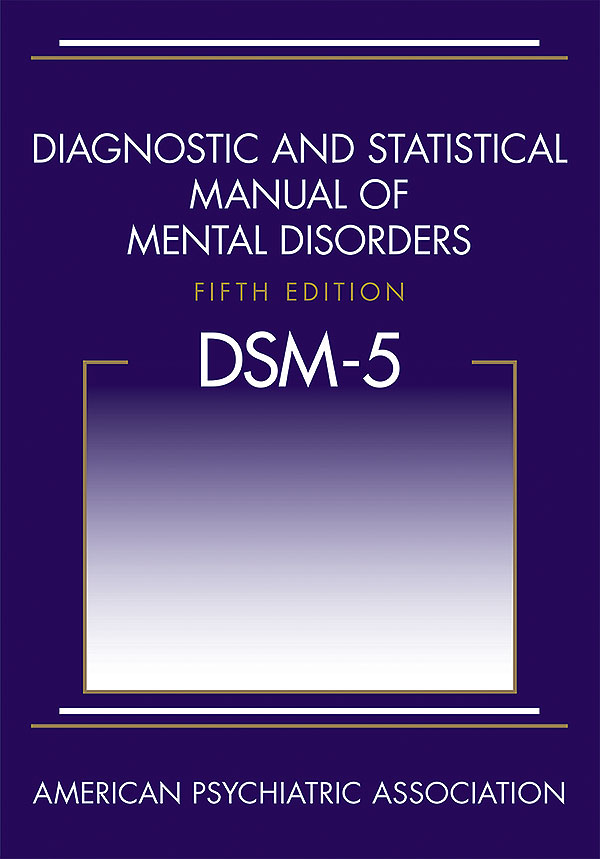
Première de couverture du DSM-5.

L'AAP publie son principal ouvrage, le DSM depuis 1952, avec 60 pathologies répertoriées, sur la base des recherches d'Emil Kraepelin, la seconde édition de 1968 en compte 178, essentiellement basé sur les recherches de Sigmund Freud. Il est mondialement utilisé, intitulé manuel diagnostique et statistique des troubles mentaux (Diagnostic and Statistical Manual of Mental Disorders, sigle : DSM). Cet ouvrage codifie les troubles mentaux généralement acceptés comme tels par les membres de l'Association. Une cinquième édition du DSM (DSM-5,) est sortie en 2013, et a suscité une controverse autour de sa révision, notamment d'Allen Frances.

## Historique
Lors d'une conférence en 1844 à Philadelphie, aux États-Unis, treize membres des milieux hospitalier et psychiatrique créent une association nommée Association of Medical Superintendents of American Institutions for the Insane (AMSAII). Le groupe était dirigé par Thomas Kirkbride, fondateur et défenseur des malades mentaux. Parmi ces treize cofondateurs, figurent John Galt, Samuel Woodward, Isaac Ray, W.W. Gooding, Samuel Woodward, Luther V. Bell, Pliny Earle, Amariah Brigham, Worthington du Friends Asylum for the Insane de Philadelphie, Allan du Kentucky Lunatic Asylum, S.Preston Jones, médecin de Pennsylvanie. Le docteur John Galt fut le plus jeune des cofondateurs, âgé de 22 ans au moment de la création de l'AMSAII.Le nom de l'organisation change en 1892 pour American Medico-Psychological Association pour permettre aux médecins-assistants travaillant dans les hôpitaux psychiatriques de devenir membres de l'Association.
En 1921, son intitulé change à nouveau pour prendre son nom actuel d'Association américaine de psychiatrie. L'emblème de l'AAP, qui date de 1890, est officiellement adopté cette même année. Il inclut un cercle incluant un visage ressemblant à celui de Benjamin Rush et les treize étoiles au-dessus de ce visage représentent les fondateurs de l'organisation. Les mots « American Psychiatric Association 1844 » sont également inscrits.